# Retour de force
 (septembre 2012).
On qualifie de retour de force la deuxième phase d'une rétroaction, qui est le retour d'un effet sur le dispositif qui lui a donné naissance, et donc, ainsi, sur elle-même. C’est-à-dire que la valeur de sortie (à une date antérieure) fait partie des éléments de la commande du dispositif. Un retour de force est une interaction.
L'étude du retour de force, comme l'action de résistance mécanique (à un solide, un liquide, un gaz) est un sujet fondamental de la mécanique en physique. La discipline qui étudie les rétroactions dans les systèmes est nommée automatique.
On utilise couramment le terme de retour de force en économie, finance, modélisme et robotique. Les logiciels de temps réel et les langages de programmation orientée objet sont des technologies qui sont en train de faire progresser ces différents domaines.
La théorie du chaos est une illustration extrême d'un retour de force disproportionné. 

## Téléopérateurs et simulateurs
Le retour de force peut se rencontrer dans des interfaces haptiques. Les télémanipulateurs sont les outils robotiques télécommandés, dans lesquels des forces de contact sont reproduites vers l'opérateur, cela s'appelle « la télé-opération haptique ». Les premiers télémanipulateurs électriquement actionnés ont été construits dans les années 1950 au laboratoire national d'Argonne aux États-Unis, par Dr Raymond C. Goertz, pour manipuler à distance les substances radioactives.
Depuis lors, l'utilisation des mécanismes de retour de force est devenue de plus répandue, principalement sous la forme de télémanipulateurs comme ceux des sous-marins d'exploration commandés depuis un site éloigné, ou dans la chirurgie de précision, les simulateurs de vol, les jeux vidéo et autres divertissements électroniques.
Les mécanismes de retour de force complexes fonctionnent par ordinateur, afin de restituer la rétroaction de force qui serait sentie dans l'opération réelle. Les objets physiques en présence et l'utilisateur sont reliés par un flux de données informatiques convertis en mouvement mécanique sur l'utilisateur comme sur l'objet.

## Jeux et jouets

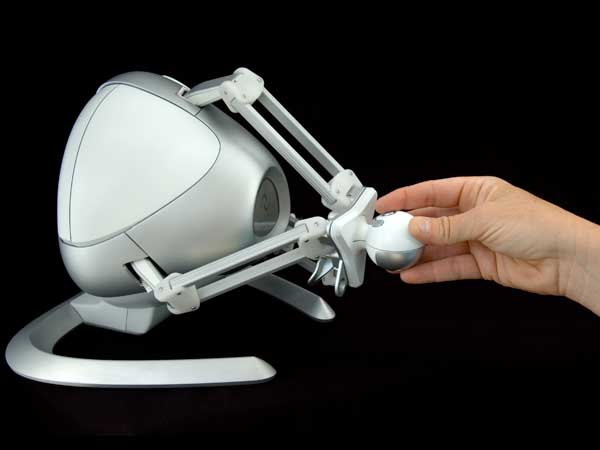
Novint Falcon

Certains dispositifs haptiques peuplent notre quotidien. Certains joysticks par exemple, sont équipés de ces systèmes. Une forme commerciale ressemblante est le grondement du Rumble Pak, qui est une simple extension de manettes de console de jeux vidéo qui vibre sous commande du logiciel. Ce type d'application est souvent désigné inexactement sous le nom de retour de force : le véritable retour de force comporte la rétroaction d'une force de résistance à l'utilisateur et non pas une simple stimulation. Quelques véritables dispositifs sont disponibles dans des simulations de voitures, où des roues fournissent la « sensation » de route avec une voiture de course. La capacité de changer la température d'un dispositif de contrôle peut également être utilisée comme moyen. Cette technologie reste en général coûteuse et difficilement contrôlable en termes de puissance et de modularité pour chaque utilisateur.
La firme Novint a récemment annoncé le développement d'un contrôleur haptique à haute fidélité (contact 3D) destiné au grand public pour environ 100 $, qu'ils projettent de présenter sur le marché des jeux vidéo en 2007. Le dispositif s'appelle le Falcon" et permet aux utilisateurs de sentir le poids, la forme, la texture, la dimension, et les effets de force des jeux qui gèrent ces données. Ce dispositif exécute des tâches comparables aux dispositifs existants, qui coûtent des milliers de dollars à l'heure actuelle.

## Haptique dans la réalité virtuelle
Les applications haptiques sont de mieux en mieux intégrées dans les dispositifs de réalité virtuelle (VR), ajoutant le sens du toucher aux solutions précédemment seulement visuelles ou seulement sonores et visuelles telles que 'The Wedge', et plus récemment dans les solutions basées sur ordinateur portable de VR telles que ce 'poste mobile de travail en 3 dimensions'. 
La plupart des solutions haptiques se présentent aujourd'hui sous la forme d'un stylet qui apportent une solution ergonomique relativement satisfaisante.

## Recherche
Nombre de recherches ont été faites pour simuler différents touchers au moyen de vibrations à grande vitesse ou d'autres stimulus. Un dispositif de ce type utilise un plateau garni d'aiguilles qui peuvent vibrer pour simuler le contact avec une surface. Bien que la sensation ne soit pas réaliste, l'appareil fournit une rétroaction utile, permettant la discrimination entre diverses formes, textures et résiliences. Cette recherche permet de s'approcher de la réalité virtuelle définie par Zeltzer's AIP cube en termes de stimulation d'un sens fondamental.

## Santé
Les interfaces de retour de force sont très intéressantes pour des applications médicales, et permettent par exemple des procédures délicates de façon peu envahissante (laparoscopie / radiologie interventionnelle), et la chirurgie à distance à l'aide de télémanipulateurs. À l'avenir, les chirurgiens experts pourront travailler d'un poste de travail central, effectuant des opérations en divers endroits, avec des machines télécommandées opérant sur des patients localisés ailleurs. Le chirurgien assurera alors une "téléprésence" et pourra ainsi effectuer beaucoup plus d'opérations d'un type semblable avec moins de fatigue.
En ophtalmologie le terme haptique fait référence à deux ressorts de soutien qui maintiennent en place les cristallins artificiels à la suite d'une opération de la cataracte.
'Un dos haptique virtuel' (VHB) a été intégré avec succès dans le programme d'études des étudiants en ostéopathie à l'université de l'Ohio. La recherche indique que le VHB apporte une aide pédagogique significative dans le diagnostic par palpation (détection des problèmes médicaux par le contact). Le VHB simule les propriétés de contour et de plasticité (réciproque de la rigidité) des dos humains, qui sont palpés à l'aide de deux interfaces haptiques (technologies de SensAble, fantôme 3.0). Cette recherche est conduite à l'Institut Inter-disciplinaire Neuromusculoskeletal (IINR)].

## Littérature
L'utilisation des dispositifs haptiques dans les divertissements est apparue en 1932 dans le roman "Le Meilleur des mondes" du futurologue Aldous Huxley. L'auteur y décrit un futur théâtre de divertissement où les accoudoirs des sièges comprennent des appuie-mains, donnant une stimulation haptique. Plutôt que "movies" (films) ces théâtres et spectacles s'appellent "feelies (en)". Les programmes présentés y sont de nature érotique.

## Cybersexe
Une utilisation envisagée des technologies est le "(en) télésexe ou cybersexe". Les développements récents tels que le 'CyberGlove' indiquent que ceci est plausible et non simplement une idée intéressante.
Certain jouets sexuels contrôlés par ordinateur sont maintenant disponibles dans le commerce. Certains sites ou web-films peuvent activer ces jouets chez l'utilisateur à des moments clefs des films.

## Robotique
La main adroite du 'shadow robot' est dotée des sens du contact, de la pression, et de la position afin de reproduire la main humaine dans toute sa force, délicatesse et complexité. Le SDRH a été développé d'abord par Richard Greenhill et son équipe d'ingénieurs à Islington, Londres, en tant qu'expérience au sein du projet "Shadow Robot Company" fabricant d'humanoïdes et autre robonautes. Un prototype récent peut être vu dans la collection de la NASA de robots humanoïdes ou robonautes.
Chacune des articulations et des extrémités des robonautes sont équipés de sondes haptiques qui relaient l'information à un ordinateur central pour le traitement et l'analyse. L'université Carnegie-Mellon en Pennsylvanie et l'université de Bielefeld en Allemagne en particulier ont utilisé les découvertes de l'équipe du "shadow robot" et prolongent actuellement cette recherche.

## Arts
Les technologies haptiques permettent de se rapprocher de la conception d'œuvre d'art totale de Richard Wagner. Le contact ne limite pas la production d'une sensation ou d'un sentiment mais permet l'interactivité en temps réel avec des objets virtuels par une interface de programmation dans une application artistique. Ainsi les technologies haptiques sont régulièrement utilisées dans les arts que ce soit dans la modélisation 3D, la régie au théâtre, les arts graphiques interactifs, la musique avec des instruments virtuels. Les instruments musicaux haptiques permettent au musicien d'avoir un contact pour produire des sons en temps réel.
Nous pouvons citer la synthèse par modélisation physique qui est un bon modèle de modélisation théorique pour développer des interfaces entre le son, l'image et des objets interactifs. Par exemple la simulation d'un violon interactif reproduit la vibration de la corde sous l'archet (alors dispositif haptique) tenu par l'artiste.

## Sources
- An Electrorheological Tactile Display, G.J. Monkman., MIT Press, Presence (Journal of Teleoperators and Virtual Environments), juillet 1992, Vol. 1, no 2, p. 219–228.

- Force Can Overcome Object Geometry In the perception of Shape Through Active Touch, G. Robles-De-La-Torre & V. Hayward, Nature, (2001), [lire en ligne], 412 (6845):445-8.

- Haptic interfaces and devices, V. Hayward, O.R. Astley, M. Cruz-Hernandez, D. Grant, G. Robles-De-La-Torre, Sensor Review (2004), [lire en ligne], 24(1), p. 16–29.

- Modelling the Response of a Tactile Array using an Electrorheological Fluids, D. Klein, D. Rensink, H. Freimuth, G.J. Monkman, S. Egersdörfer, H. Böse & M. Baumann, Journal of Physics D: Applied Physics (2004), vol 37, n°. 5, p. 794–803,

- Electrorheological Tactile Elements, D. Klein, H. Freimuth, G.J. Monkman, S. Egersdörfer, A. Meier, H. Böse, M. Baumann, H. Ermert & O.T. Bruhns, Pergamon, Mechatronics, septembre 2005, Vol 15, no 7, p. 883–897.

- The Importance of the Sense of Touch in Virtual and Real Environments, G. Robles-De-La-Torre, IEEE Multimedia (2006), Special issue on Haptic User Interfaces for Multimedia Systems, [lire en ligne], 13(3) p. 24–30.